# Ivett Szöllősi
Ivett Szöllősi (* 22. Dezember 1982 in Miskolc) ist eine ehemalige ungarische Biathletin. Zwischen 2000 und 2004 nahm sie an allen Großereignissen im Biathlonsport teil.
Ivett Szöllősi startete für Miskolci Honvéd Sportegyesület. Ihre ersten internationalen Rennen bestritt sie im Rahmen der Junioren-Weltmeisterschaften 1999 in Pokljuka. 2000 nahm sie in Zakopane zunächst an den Junioren-Europameisterschaften teil und wurde dort 36. im Sprint, 28. im Einzel und zehnte mit der Staffel. Kurz darauf lief sie auch in Hochfilzen die Junioren-WM und erreichte die Ränge 42 im Sprint, 43 in der Verfolgung und 14 mit der Staffel. Dritter Höhepunkt des Jahres wurden die Biathlon-Weltmeisterschaften 2000 am Holmenkollen in Oslo. Szöllősi lief das Einzel sowie den Sprint und belegte die Plätze 67 und 74. Schließlich nahm sie in Lahti auch noch an ihrem ersten Biathlon-Weltcup-Rennen teil und belegte den 75. Platz in einem Einzel. Ab der Saison 2000/01 nahm die Ungarin regelmäßig an Rennen des Weltcups teil. Bei den Biathlon-Weltmeisterschaften 2001 in Pokljuka lief sie sowohl im Sprint wie auch im Einzel auf Rang 79. Ihren größten Erfolg feierte Szöllősi mit dem 58. Rang im Einzel bei den Olympischen Winterspielen 2002 in Salt Lake City. Zudem wurde sie 71. im Sprintrennen. Ihre dritte Weltmeisterschaft lief sie 2003 in Chanty-Mansijsk. Im Einzel erreichte sie den 70. Rang, im Sprint Platz 78. Nach weniger erfolgreichen Teilnahmen an den Junioren-Weltmeisterschaften 2001 in Chanty-Mansijsk und 2002 in Ridnaun lief Szöllősi bei den Weltmeisterschaften der Junioren 2003 in Kościelisko im Einzel auf den elften Platz.  Letztes WM wurden die Welttitelkämpfe im Jahr darauf in Oberhof. Im Sprint erreichte sie Platz 86.

## Biathlon-Weltcup-Platzierungen
Die Tabelle zeigt alle Platzierungen (je nach Austragungsjahr einschließlich Olympische Spiele und Weltmeisterschaften).
- 1.–3. Platz: Anzahl der Podiumsplatzierungen
- Top 10: Anzahl der Platzierungen unter den ersten zehn (einschließlich Podium)
- Punkteränge: Anzahl der Platzierungen innerhalb der Punkteränge (einschließlich Podium und Top 10)
- Starts: Anzahl gelaufener Rennen in der jeweiligen Disziplin

| Platzierung | Einzel | Sprint | Verfolgung | Massenstart | Team | Staffel | Gesamt |
| ----------- | ------ | ------ | ---------- | ----------- | ---- | ------- | ------ |
| 1. Platz    |        |        |            |             |      |         |        |
| 2. Platz    |        |        |            |             |      |         |        |
| 3. Platz    |        |        |            |             |      |         |        |
| Top 10      |        |        |            |             |      |         |        |
| Punkteränge |        |        |            |             |      |         |        |
| Starts      | 13     | 24     |            |             |      |         | 37     |